# Гонсалес, Лелия

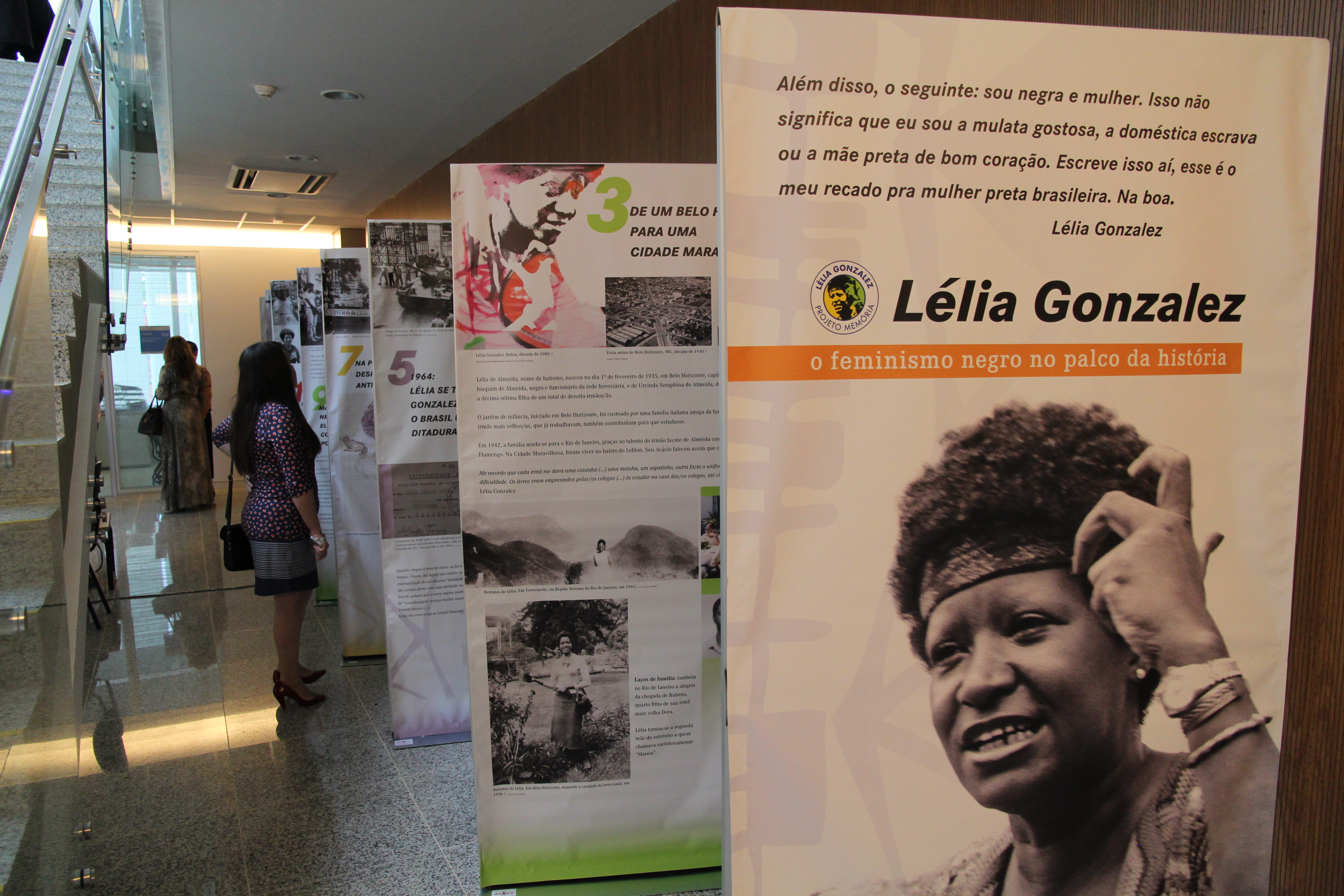
Открытие здания Лелии Гонсалес

Лелия Гонсалес (Гонсалеш, Lélia Gonzalez; 1 февраля 1935 — 10 июля 1994) — бразильская интеллектуалка, антрополог, политик и правозащитница.

## Биография
Дочь черного железнодорожника и горничной из коренных американцев, она была второй младшей из восемнадцати братьев и сестер, включая футболиста Жайме де Алмейда, игравшего за «Фламенго». Она родилась в Белу-Оризонти, а в 1942 году переехала в Рио-де-Жанейро.
Получила диплом по истории и философии, после чего работала учителем в государственной школе. Затем последовали степень магистра в медиа и доктора политической антропологии. Исследовала взаимоотношений между гендером и этнической принадлежностью. Преподавала бразильскую культуру в Папском католическом университете Рио-де-Жанейро, где возглавила кафедру социологии и политики.
Как педагог в CAp-UERJ (часть Государственного университета Рио-де-Жанейро) во время военной диктатуры 1960-х, она превратила свои занятия по философии в пространство сопротивления и социально-политической критики, что повлияло на мысли и действия ее учеников.
Она помогла основать такие институции, как Движение чернокожих Бразилии, Исследовательский институт черных культур (Instituto de Pesquisas das Culturas Negras, IPCN), Коллектив чернокожих женщин, Н’Зинга и группа Олодум. Её активность в защиту чернокожих женщин породила Национальный совет по правам женщин, где она работала с 1985 по 1989 год. Была кандидатом на парламентских выборах от Партии трудящихся и была выбрана первым заместителем. На следующих выборах в 1986 году баллотировалась в качестве представителя штата уже от Демократической рабочей партии, и ее снова выбрали в качестве замены.
Ее труды, одновременно пронизанные контекстом диктатуры и возникновения социальных движений, раскрывают её междисциплинарную широту и отображают постоянное стремление артикулировать более широкую борьбу бразильского общества с особыми требованиями чернокожих и женщин в частности.
В 1982 году вместе с Карлосом Азенбалгом она издала книгу Lugar de Negrо, а в 1987 году, уже самостоятельно — Festas populares no Brasil.

## Наследие
Среди прочего, имя Лелии Гонсалес присвоено государственной школе в Рио-де-Жанейро, эталонному центру черной культуры в Гоянии и культурному кооперативу в Аракажу. Её цитировал африканский карнавальный блок Ilê Aiyê на двух карнавалах Баии.
В 2003 году драматург Марсиу Мейреллеш написал и поставил пьесу Candaces — A reconstrução do fogo («Кандес: реконструкция огня») по её трудам.
В 2010 году правительство штата Баия учредило премию Лелии Гонсалес для поощрения политики в интересах женщин в муниципалитетах Баия.
1 февраля 2020 года Google отметил её 85-летие дудлом Google.

## Статьи
- «Mulher negra, essa quilombola.» Folha de S.Paulo, Folhetim. Domingo 22 de novembro de 1981.
- «A mulher negra na sociedade brasileira.» In: LUZ, Madel, T., org. O lugar da mulher; estudos sobre a condição feminina na sociedade atual. Rio de Janeiro, Graal, 1982. 146p. p. 87-106. (Coleção Tendências, 1.).
- «Racismo e sexismo na cultura brasileira.» In: SILVA, Luiz Antônio Machado et alii. Movimentos sociais urbanos, minorias étnicas e outros estudos. Brasília, ANPOCS, 1983. 303p. p. 223-44. (Ciências Sociais Hoje, 2.).
- «O terror nosso de cada dia.» Raça e Classe. (2): 8, ago./set. 1987.
- «A categoria político-cultural de amefricanidade.» Tempo Brasileiro, Rio de Janeiro (92/93): 69-82, jan./jun. 1988.
- «As amefricanas do Brasil e sua militância.» Maioria Falante. (7): 5, maio/jun. 1988.
- «Nanny.» Humanidades, Brasília (17): 23-5, 1988.
- «Por um feminismo afrolatinoamericano.» Revista Isis Internacional. (8), out. 1988.
- «A importância da organização da mulher negra no processo de transformação social.» Raça e Classe. (5): 2, nov./dez. 1988.
- «Uma viagem à Martinica — I.» MNU Jornal. (20): 5, out./nov.